# رامي العبد الله
رامي العبد الله (21 أغسطس 1971 - 29 أبريل 2025)، ممثل كويتي. اشترك خلال شركة سكوب سنتر بالعديد من الأعمال وبعد توقف الشركة عن الإنتاج قلت مشاركته الفنية.
هو طليق الممثلة باسمة حمادة. التي تولت تربية أبناءه خلال فترة زواجهما الذي انتهى بعام 2009.
توفي بعد عناء مع مرض السرطان ابعده عن العمل الفني سنوات قبل رحيله.

## أعماله
| الانتاج | بعض اعماله                      |
| ------- | ------------------------------- |
| 2012    | درب الوفا                       |
| 2012    | غريب الدار                      |
| 2012    | بقايا جروح                      |
| 2012    | عبرات و حنين                    |
| 2011    | خارج الاسوار                    |
| 2010    | نور في سماء صافيه               |
| 2010    | صوتك وصل 2 - شخصيات متعدده      |
| 2008    | شر النفوس - يوسف                |
| 2008    | دار الزمن - ضيف شرف             |
| 2006    | احلام لا تعرف الدموع            |
| 2006    | صاحبه الامتياز                  |
| 2006    | الاختيار الصعب                  |
| 2005    | نقطه تحول - الصحفي              |
| 2005    | غربه مشاعر                      |
| 2004    | الدار                           |
| 2001    | الصقرين                         |
| 2000    | اضحك ولا ابكي                   |
| 2000    | خير انشاء الله - سهره تلفزيونيه |
| 1999    | زمن الرجال                      |

## روابط خارجية
- رامي العبد الله على موقع قاعدة بيانات الأفلام العربية